# Апулум
Апулум (также Апула) — важный римский военный лагерь (каструм) в задунайской Римской Дакии 106—271 гг.
Возник на месте бывшей стоянки даков Апоулон. Место для возведения каструма было выбрано в 101 году, когда сюда из г. Виндобона (соврем. Вена) прибыл для усмирения даков XIII Парный легион. Легион должен был охранять местные золотые прииски, а также дорогу, по которой они перевозились в Рим. В непосредственной близости от каструма развилось и римское гражданское поселение Колония Аурелия Апуленская, позднее Колония Новый Апулум. Эвакуация Аврелиана привела к резкому упадку римской жизни в городе.
Между III и V вв. оставшееся романское население полностью оставило город и рассеялось по соседним холмам. Римский топоним не сохранился. Возрождение городской жизни на месте соврем. Апулума связано с приходом славян. В раннесредневековых хрониках город был известен как Белград, с которого частично калькировано соврем. румынск. Алба-Юлия. Впервые в летописях упоминается в 1199 г. Позднее подвергся также интенсивной венгерской и немецкой колонизации. В настоящее время Алба-Юлия населена преимущественно румынами. Развалины лагеря сохранились. Главные ворота Апулума получили название «Принципалис Декстра»